# پوتلیتز
شهر پوتلیتز (به آلمانی: Putlitz) در ایالت برندنبورگ در کشور آلمان واقع شده‌است.